# Hangar à dirigeables d'Écausseville
Pour les articles homonymes, voir Hangar (homonymie).
Le hangar à dirigeables d'Écausseville est un bâtiment militaire désaffecté, qui se dresse sur le territoire de la commune française d'Écausseville, dans le département de la Manche, en région Normandie et plus précisément dans le Cotentin.
Il est classé aux monuments historiques depuis 2003 et est un équipement de la communauté d'agglomération du Cotentin.

## Historique

### Le hangar en bois
Durant la Première Guerre mondiale, l'Armée française décide d'employer des dirigeables pour contrer les sous-marins allemands. Un terrain du hameau de la Bazirerie, à Écausseville, protégé des vents d'ouest dominants, permet un décollage avec les vents ascendants.
Deux hangars sont commandés le 6 décembre 1916. Les hangars sont prévus en bois de 150 mètres de long sur 20 de large et 22 de haut. Le premier est construit en 1917 par la société Sainte-Beuve et Garnier entre janvier et août 1917, et accueille le Sea Scout SS-49 / VA-3.

### Le hangar en béton
Le 31 octobre 1917, l'Armée décide de lui adjoindre un second hangar, cette fois en béton, destiné à abriter un aérostat de type ZD3.
La construction, selon les plans de l'ingénieur Henry Lossier (1878-1962) par les établissements Fourré et Rhodes, s'étale du 12 novembre 1917 au 18 août 1919.
Appliquant le procédé développé par François Hennebique, les 2 540 tuiles en béton produites sur place, reposent sur un comble en forme de chaînette renversée, de 12 mètres de rayon articulé à la base du rayon et au sommet, et une charpente de 25 fermes en béton armé, formant un bâtiment de 150 mètres sur 24, d'une hauteur de 28 mètres,. Le ciment provient de l'usine du Ham, les châssis vitrés de Saint-Gobain ; les fers à béton nécessaires à la confection des fermes viennent des États-Unis, du fait de l'occupation allemande des régions sidérurgiques durant la guerre. La grande porte coulissante à deux battants de style Eiffel (12m x 26m), nécessitant six hommes pour l'actionner depuis la tourelle de manœuvre, est posée en 1920 au nord-est du bâtiment puis perdue en 1940 (cyclone du 14 novembre) sous l'Occupation.
3 552 tuiles en ciment armé couvrent le toit de la structure.

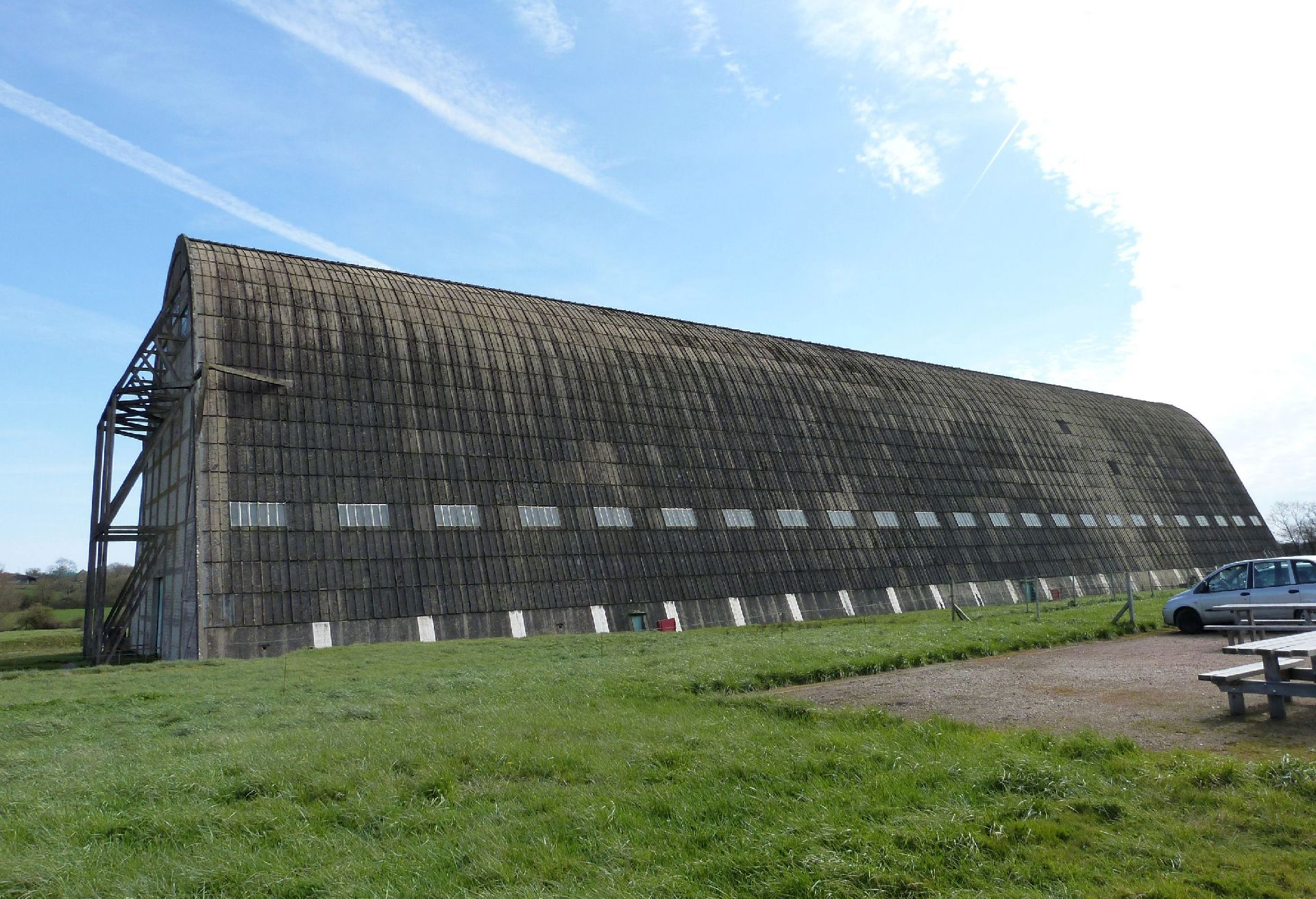
Vue extérieure, côté entrée.
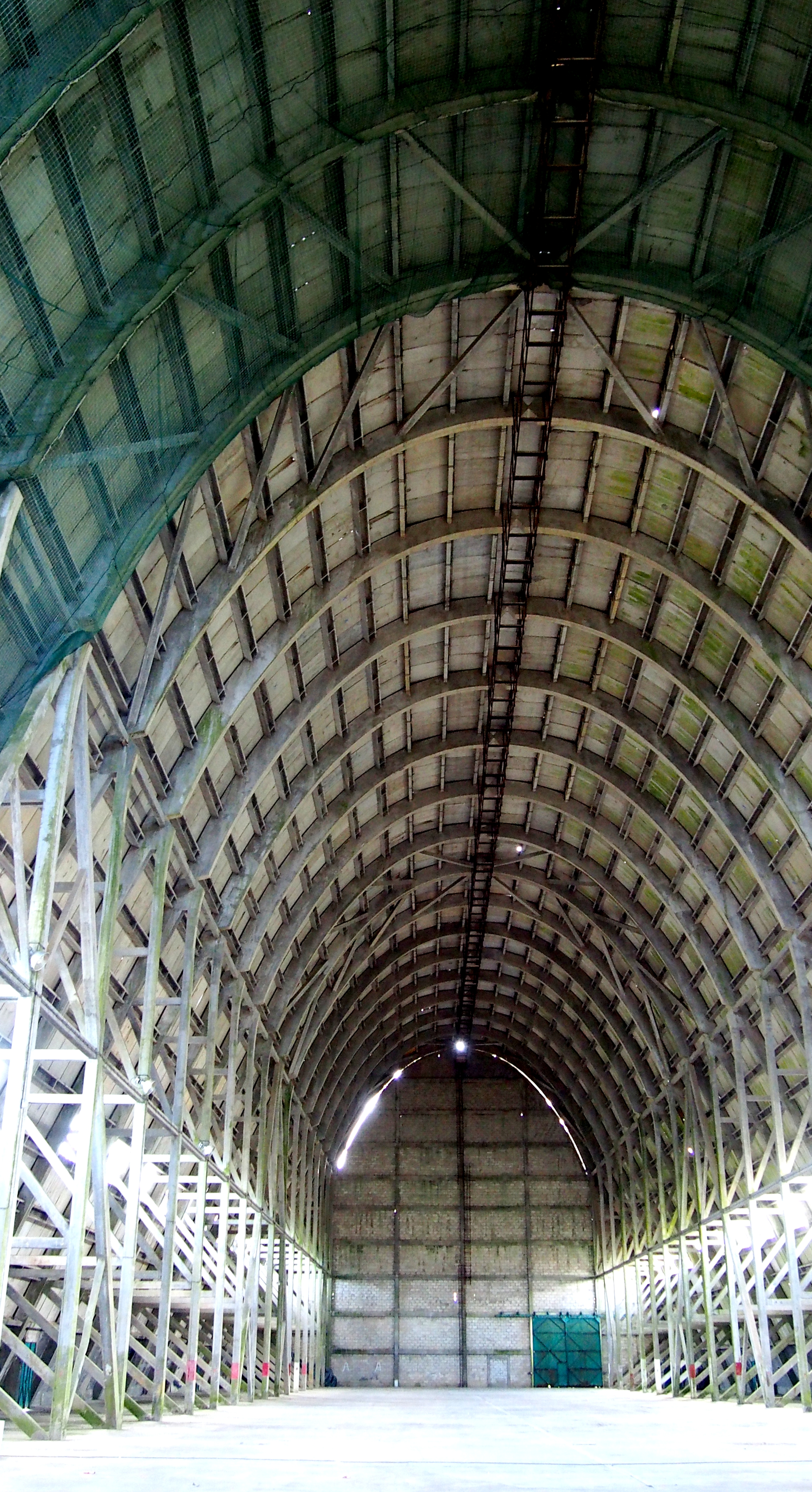
Vue intérieure.
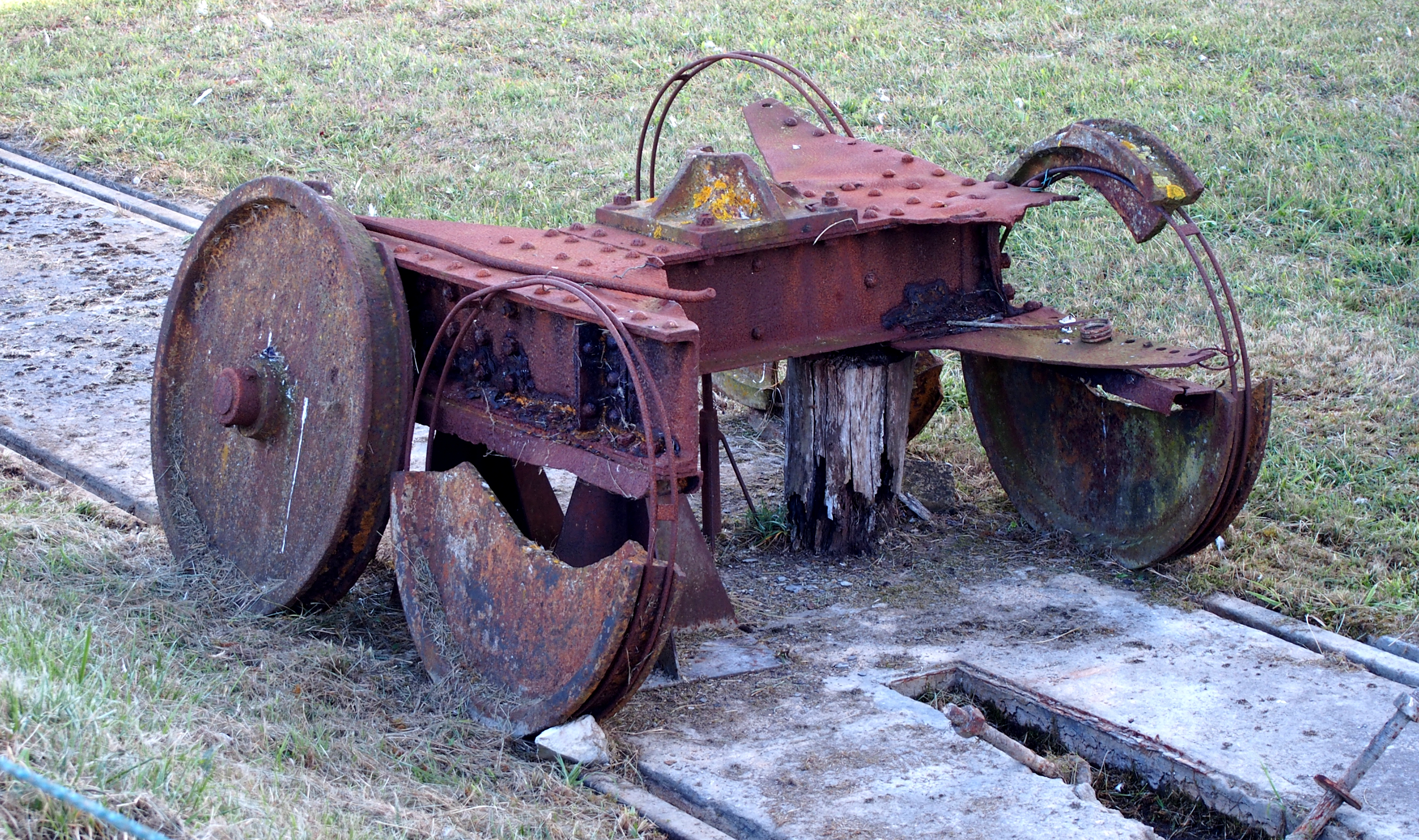
Vestige d'un chariot de porte.

Il s'agit du troisième ouvrage en béton armé en France, le premier étant le Pont Camille-de-Hogues.

### Les réaffectations
Le hangar ne devient opérationnel qu'après l'Armistice. Déjà, l'aviation rend obsolète les bâtiments, qui n'abritent des dirigeables qu'une seule fois, en 1922.
Utilisés comme base arrière pour les avions reliant Paris à Cherbourg, les hangars sont désaffectés en 1927, celui en bois est démonté en 1932. La Marine décide de supprimer les dirigeables en 1936, moins efficaces et plus onéreux que l'aviation. L'autre est transféré en 1939, au début de la Seconde Guerre mondiale, à la Direction d'artillerie navale de Cherbourg.
Sous l'Occupation, les Allemands désertent le hangar dans la nuit du 10 au 11 juin 1944 quand approche la 8e division d'infanterie américaine. Le hangar est ensuite utilisé par les Américains. De 1946 à 1994, il sert à stocker le matériel des unités de Marine de Cherbourg, avec une interlude entre 1967 et 1969 où il s'y déroulent des pré-tests pour la conception de la première bombe atomique.
De 2004 à 2008 Stephane Belgrand Rousson s'entraine dans le hangar au pilotage de son ballon pour sa traversée de la Manche, il fait profiter au public présent la possibilité d'essayer un ballon dirigeable à propulsion humaine,.
Aujourd'hui, il est désaffecté et sert l'été pour des vols en aéroplume.

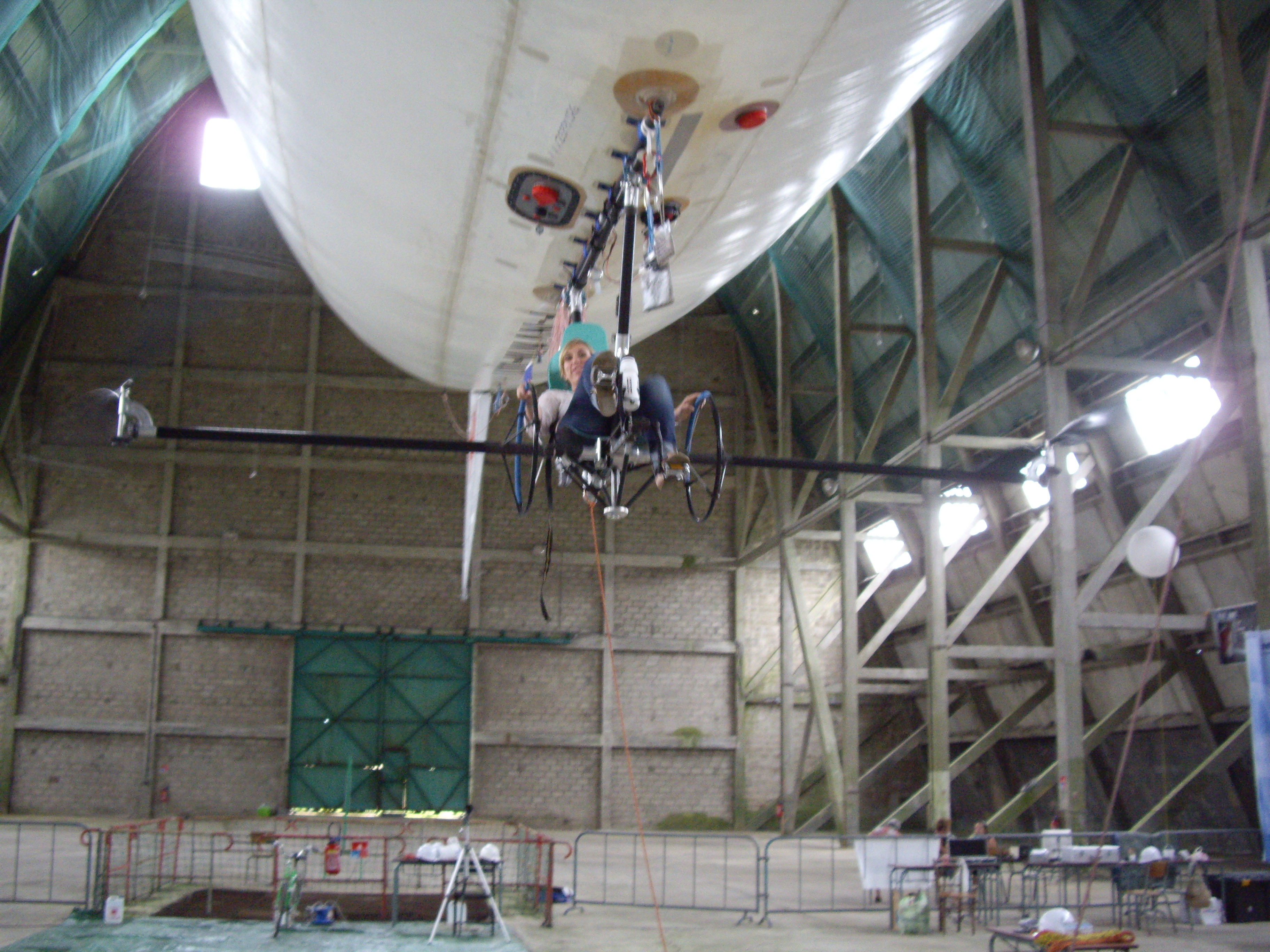
Ballon Mlle Louise de Stéphane Rousson.
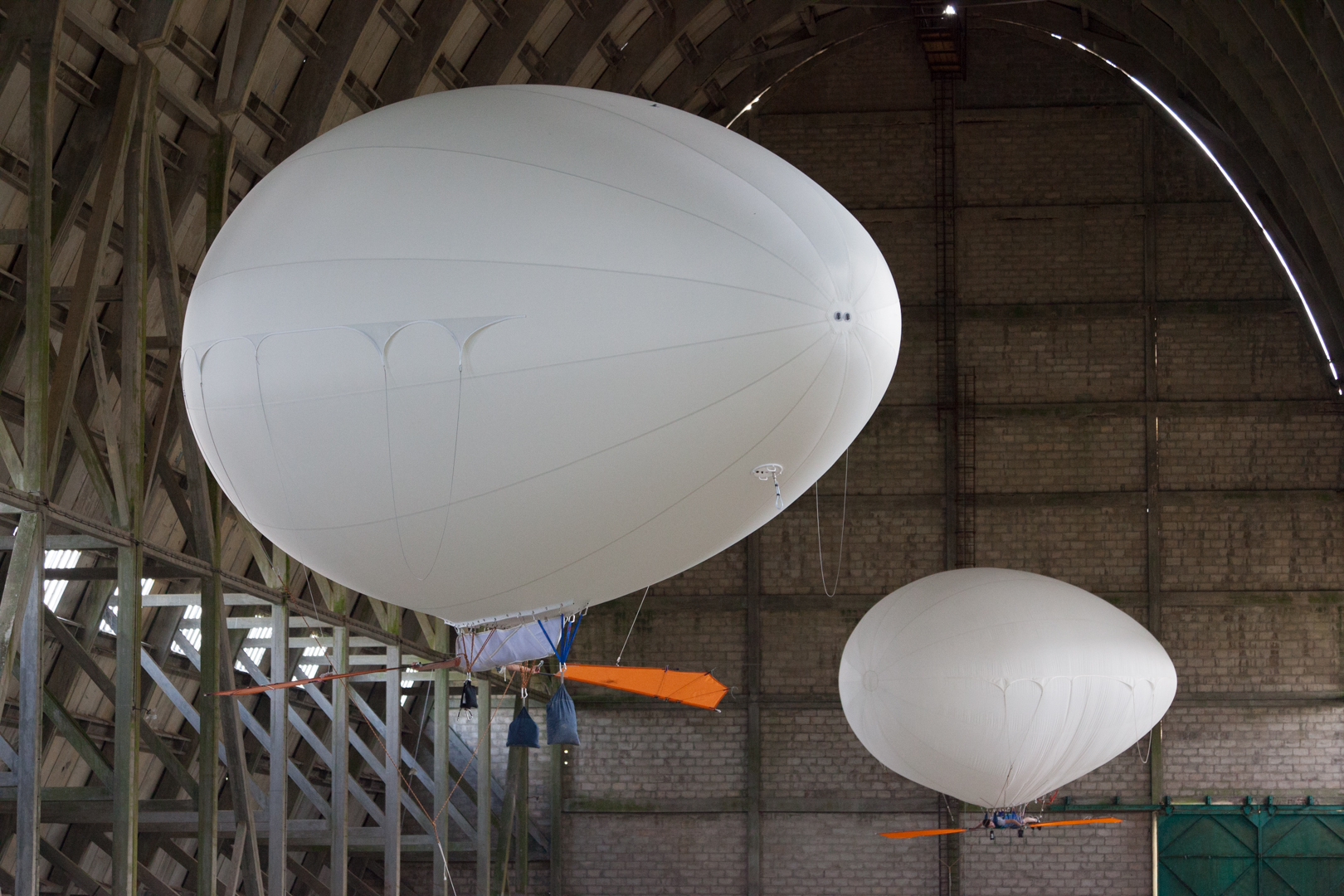
Aéroplume.

### Protection du monument
L'Association franco-américaine des aérodromes normands de la 9e US Air Force se porte acquéreur du lieu en 1999, et tente de valoriser ce patrimoine avec l'Association des amis du hangar à dirigeables d'Écausseville.
Inscrit au titre des monuments historiques par arrêté du 30 août 2000, ce hangar, dernier bâtiment de ce type (avec le hangar Y de Meudon classé monument historique en 2000) du fait de la destruction de ceux construits à Brest, Rochefort et Orly, est classé au titre des monuments historiques par arrêté du 7 janvier 2003.
La communauté de communes rachète le hangar en 2008, l'Association des amis du hangar conservant la mission de médiation.

## Visites
| Année | Visiteurs |
| ----- | --------- |
| 2009  | 3 500     |
| 2010  | 5 000     |
| 2011  | 7 000     |
| 2023  | 22 000    |